# استيبان بيرغوس
استيبان بيرغوس (بالإسبانية: Esteban Burgos)‏ هو لاعب كرة قدم أرجنتيني، ولد في 9 يناير 1992 في سالتا في الأرجنتين. لعب مع روزاريو سنترال وغودوي كروز.

## وصلات خارجية
- استيبان بيرغوس على موقع إي إس بي إن إف سي (الإنجليزية)
- استيبان بيرغوس على موقع قاعدة بيانات كرة القدم.إي يو (الإنجليزية)
- استيبان بيرغوس على موقع Soccerway.com (الإنجليزية)